# 1141
| [ Edytuj tabelę ]          |                                                                 |
| Książę Małopolski          | - 1138 Władysław II Wygnaniec 1146                              |
| Książę Wielkopolski        | - 1138 Mieszko III Stary 1177                                   |
| Król Angkoru               | - 1113 Surjawarman II 1150                                      |
| Król Anglii                | - 1135 Stefan z Blois 1154                                      |
| Król Aragonii              | - 1137 Petronela Aragońska 1164                                 |
| Hrabia Barcelony           | - 1131 Rajmund Berengar IV Święty 1162                          |
| Książę Bawarii             | - 1139 Leopold Babenberg 1141 - 1141 Henryk XI Jasomirgott 1156 |
| Książę Burgundii           | - 1102 Hugo II 1143                                             |
| Cesarz Bizancjum           | - 1118 Jan II Komnen 1143                                       |
| Cesarz Chin                | - 1127 Song Gaozong 1162                                        |
| Książę Czech               | - 1140 Władysław II 1172                                        |
| Król Danii                 | - 1137 Eryk III Jagnię 1146                                     |
| Władca Egiptu              | - 1130 Al-Hafiz 1149                                            |
| Król Francji               | - 1137 Ludwik VII Młody 1180                                    |
| Król Gruzji                | - 1125 Dymitr I 1156                                            |
| Hrabia Holandii            | - 1121 Dirk VI 1157                                             |
| Cesarz Japonii             | - 1123 Sutoku 1141 - 1141 Konoe 1155                            |
| Kalif                      | - 1136 Al-Muqtafi 1160                                          |
| Król Kastylii              | - 1126 Alfons VII 1157                                          |
| Wielki książę Kijowa       | - 1139 Wsiewołod II Olegowicz 1146                              |
| Patriarcha Konstantynopola | - 1134 Leon Styppes 1143                                        |
| Władca Korei               | - 1122 Injong 1146                                              |
| Państwo Almorawidów        | - 1106 Ali ibn Jusuf 1143                                       |
| Król Nawarry               | - 1134 Garcia IV 1150                                           |
| Król Norwegii              | - 1136 Inge I Garbaty 1161 - 1136 Sigurd II Gęba 1155           |
| Książę Obodrzyców          | - 1131 Niklot 1160                                              |
| Hrabia Palatynatu          | - 1139 Henryk IV Jasomirgott 1142                               |
| Papież                     | - 1130 Innocenty II 1143                                        |
| Król Portugalii            | - 1139 Alfons I 1185                                            |
| Sułtan Rumu                | - 1116 Masud I 1156                                             |
| Książę Rusi halickiej      | - 1124 Iwan I 1141 - 1141 Władymirko 1153                       |
| Książę Saksonii            | - 1138 Albrecht Niedźwiedź 1142                                 |
| Sułtan Wielkich Seldżuków  | - 1118 Ahmad Sandżar 1157                                       |
| Król Szkocji               | - 1124 Dawid I Szkocki 1153                                     |
| Król Szwecji               | - 1130 Swerker I Starszy 1156                                   |
| Doża Wenecji               | - 1130 Pietro Polani 1148                                       |
| Król Węgier                | - 1131 Bela II Ślepy 1141 - 1141 Gejza II 1161                  |

Rok 1141 / MCXLI
stulecia: XI wiek ~
XII wiek ~
XIII wiek

lata: 1131 «
1136 «
1137 «
1138 «
1139 «
1140 «
1141
» 1142
» 1143
» 1144
» 1145
» 1146
» 1151

## Wydarzenia w Polsce
- Bunt Piotra Włostowica. Początek walk Władysława II Wygnańca z braćmi. Obie strony sięgały po pomoc ruską, zawierając sojusze z różnymi liniami tamtejszych książąt. Sprzymierzeńcem Władysława był Wsiewołod Olegowicz, książę Kijowa, jego braci wspierali zaś panujący na północy potomkowie Włodzimierza Monomacha.

## Wydarzenia na świecie
- 2 lutego – stoczono bitwę pod Lincoln, w wyniku której król Anglii Stefan z Blois dostał się do niewoli, a w tym czasie tron na krótki czas przejęła cesarzowa Matylda.
- 13 lutego – Gejza II został królem Węgier.

## Urodzili się
- 27 maja – Eisai Myōan (jap. 明菴栄西), mnich buddyjski, który przyniósł buddyzm rinzai zen oraz zieloną herbatę z Chin do Japonii (zm. 1215)

- Jaromar I – słowiański władca Rugii (zm. 1218)

## Zmarli
- 13 lutego – Bela II Ślepy, król Węgier (ur. 1110)
- 18 października - Leopold IV Szczodry, margrabia Austrii i książę Bawarii (ur. ok. 1108)
- data dzienna nieznana :
  - Racław Rugijski, władca Rugii (ur. przed 1105)